# Ahmed I
Ahmed I (Manisa, 18 de abril de 1590 - Estambul, 22 de noviembre de 1617) fue un sultán del Imperio otomano desde 1603 hasta 1617. Su reinado marcó el final de la tradición otomana del fratricidio real. De aquí en adelante, los gobernantes otomanos ya no ejecutarían a sus hermanos al ascender al trono. También es conocido por su construcción de la Mezquita Azul, una de las mezquitas más famosas de Turquía.

## Primeros años
Ahmed nació el 18 de abril de 1590, en el palacio de Manisa, cuando su padre, Mehmed todavía era un príncipe y el gobernador de la provincia de Manisa. Su madre era Handan Sultan, de quien se dice era su consorte favorita. Después de la muerte de su abuelo el sultán Murad III en 1595, su padre llegó a Estambul y ascendió al trono como Sultan Mehmed III. Su padre ordenó la ejecución de sus diecinueve hermanos. Originalmente el tenía un hermano mayor, Selim, pero murió luego de una epidemia de viruela que se esparció por toda la capital. Su otro hermano mayor, Süleyman, falleció en 1602 por enfermizo, se teoriza que su madre, Handan, era una mujer enfermiza con graves problemas estomacales que se transmitieron a Ahmed, y luego a su descendencia.
Tiempo después su otro hermano mayor, Şehzade Mahmud también fue ejecutado por orden del sultán Mehmed III el 7 de junio de 1603, justo antes de su propia muerte el 22 de diciembre de 1603. Mahmud fue enterrado junto con su padre en un mausoleo construido por separado en la Mezquita Şehzade en Estambul.

## Sucesión al trono
Sucedió en el trono otomano a su padre Mehmed III en 1603 y se convirtió en el primer sultán otomano que llegó al trono antes de alcanzar la mayoría de edad. Al contrario que sus antecesores, fue un sultán afectuoso y sensible, y mostró su lado más humano, cuando rechazó asesinar a su hermano Mustafa I, quien finalmente le sucedió. Tuvieron renombre sus habilidades en la esgrima, la equitación, y el conocimiento de numerosas lenguas.
En los primeros años de su reinado mostró una decisión y un vigor tales, que fueron más tarde rebatidos por su subsiguiente manera de proceder. Las guerras que presenciaron su ascensión terminaron de manera desfavorable para el Imperio, tanto en Hungría como en Persia, y su prestigio pasó su primera factura en la Paz de Zsitvatorok, firmado en 1606, por el cual el tributo anual rendido por Austria fue abolido. Georgia y Azerbaiyán fueron traspasados a Persia.

## Consortes
Ahmed tuvo cuatro consortes conocidas, la más destacada fue su tercera consorte que actuó como la primera regente otomana en tres periodos:
- Mahfiruz Hatice Hatun (1590 — antes de 1620), de origen circasiano. Fue madre de Osman II. Su hijo ascendió al trono en 1618, y se dice que su Nodriza fue directora del harén. Mahfiruz desapareció de los archivos imperiales en 1612, por lo que probablemente murió antes o ese mismo año. Fue madre de un niño y una niña;
- Fatma Hatun;
- Kösem Sultan (1589 — 2 de septiembre de 1651), de origen griego, fue madre de dos sultanes, Murad IV e Ibrahim I. También conocida como Mahpeyker Kösem, fue la consorte favorita de Ahmed pero nunca se casaron. Su hijo, Murad ascendió al trono en 1623 gracias a un Golpe de Estado y esto le permitió convertirse en la primera mujer en tomar el curso del Imperio Otomano como regente oficial porque su hijo no era capaz de dirigir un imperio por su tan corta edad (contaba con solo 11 años de edad). Fue Valide Sultan desde 1623 hasta 1651, también fue Valide Sultan en el reinado de su otro hijo Ibrahim I y de su nieto, Mehmed IV. Considerada la mujer más poderosa de la historia otomana, logró un antes y un después y llevó al Imperio otomano de la decadencia a su máximo esplendor durante varios años. Fue madre de la gran mayoría de sus hijos;
- Şahzaman Hatun

## Descendencia

### Hijos
- Osmán II (3 de noviembre de 1604 — 20 de mayo de 1622). Hijo con Mahfiruz Hatun, quién desapareció de los registros. Se cree que murió antes de 1612. Según historiadores Mahfiruz estaba viva durante el gobierno de Osman II, pero no vivía en el palacio por lo que no hubo una Valide Sultan.[6][7] Normalmente es aceptado que ella falleció antes de la ascensión de Osman, debido a su desaparición de archivos. Aparte la tumba de ella está inscripta antes de 1618. Osmán es recordado por su mal manejo en el imperio, tanto que llegó a ser destronado y ejecutado por jenízaros en 1622.

- Şehzade Mehmed (11 de marzo de 1605 — 12 de enero de 1621), hijo con Kösem. Fue ejecutado por Osman II, por miedo a que hubiera una rebelión ya que Mehmed era un joven más eficiente y amado que Osman.[8]

- Şehzade Orhan (1609 —1612), hijo con Kösem, murió joven.

- Şehzade Selim (1611 — 1611), hijo con Kösem, murió joven.

- Şehzade Hasan (¿1611? — 1612), hijo con concubina de nombre desconocido, murió joven.

- Murad IV (27 de julio de 1612 — 8 de febrero de 1640), hijo con Kösem. Él fue sultán otomano desde el 10 de septiembre de 1623 hasta su muerte, considerado el último gran sultán.[6][9]

- Şehzade Bayezid (1 o 12 de diciembre de 1612 — 27 de julio de 1635), hijo con concubina de nombre desconocido. A veces su madre es disputada como Mahfiruz Hatun, los historiadores creen que Mahfiruz murió en el parto. Fue ejecutado por órdenes de Murad IV.

- Şehzade Süleyman (1613 — 27 de julio de 1635), hijo con Kösem. Fue ejecutado por órdenes de Murad IV, por temor a una rebelión. Fue enterrado en el mausoleo de Ahmed I.

- Şehzade Cihangir (1613 — ¿1614?), hijo con concubina de nombre desconocido, murió joven.

- Şehzade Kasim (1614 — 17 de febrero de 1638), hijo con Kösem. Fue ejecutado por órdenes de Murad IV. [6]

- Şehzade Hüseyin (1614 — antes de 1624), hijo con concubina de nombre desconocido, murió joven.

- Ibrahim I (5 de noviembre de 1615 — 18 de agosto de 1648), hijo con Kösem. Fue sultán otomano desde el 9 de febrero de 1640 hasta su deposición y ejecución en 1648. Apodado "el loco".[6]

### Hijas
- Gevherhan Sultan (febrero de 1605 — después de 1662), hija con concubina de nombre desconocido. Se casó por primera vez con Damat Öküz Mehmed Paşa en junio de 1612, él fue Gran Visir del Imperio Otomano en dos ocasiones. Se casó por segunda vez con Damat Topal Recep Paşa, gobernador de Bosnia y posteriormente Gran Visir del Imperio Otomano. Tuvo descendencia.

- Fatma Sultan (1606 — 1670), hija con Kösem. Casada por primera vez con Damat Çatalcalı Hasan Paşa en 1624, por segunda vez con el líder de los jenízaros, Damat Kara Mustafa Paşa en 1628, por tercera vez con Damat Canbuladzade Mustafa Paşa en 1631. Se casó varias veces más, esto le permitió un poder e influencia bastante grande en el diván. Es considerada una de las princesas más ricas y poderosas.[10]Tuvo descendencia.

- Hanzade Sultan (1607 — 23 de septiembre de 1650), hija con Kösem. Casada con Damat Bayram Paşa en 1623, futuro Gran Visir del Imperio Otomano, casada por segunda vez con Damat Nakkaş Mustafa Paşa en 1639. Tuvo descendencia, pero murió joven.

- Ayşe Sultan (1608 — Mayo de 1656), hija con Kösem. Casada por primera vez con el Gran Visir Damat Nasuh Paşa en 1612, por segunda vez con Damat Şehit Karakaş Mehmed Paşa en 1620, él era gobernador de Buda, casada por tercera vez con Damat Müezzinzade Hafiz Ahmed Bajá en 1627. Se casó al menos cuatro veces más. Es conocida por su poder y riqueza, considerada la princesa más rica de la época.[11]Tuvo descendencia.

- Hatice Sultan (1609 — antes de 1617), hija con Mahfiruz Hatun, murió joven.

- Esma Sultan (1612 — ¿?), hija con Şahzaman, probablemente murió joven.

- Atike Sultan (1613 — 1674), hija con Kösem. Nacida como Burnaz Atike, se casó por primera vez con Damat Musahıp Cafer Paşa en 1630, casada por segunda vez con Damat Koca Kenan Paşa en 1647, y por tercera vez con Damat Doğancı Yusuf Paşa en 1652. Ella fue la madre adoptiva de Mihnea III de Valaquia. Tuvo descendencia pero murieron jóvenes.

- Zahide Sultan (1613 — 1620), hija con concubina de nombre desconocido, murió joven.

- Abide Sultan (1618 — 1649), hija con concubina de nombre desconocido. También era conocida como Übeyde Sultan. Casada con Damat Musa Paşa en 1641;[12] No tuvo descendencia.

- Fahriye Sultan (1610 — después de 1640), hija con concubina de nombre desconocido. Casada con Damat Şehit Ali Paşa en 1619;[13]Ella seguía viva durante la entronización de Ibrahim I, pero vivía fuera de Estambul. Se desconoce si tuvo descendencia.
- Cemre Sultán (1616-1620) Hija menor de Kosem Sultán tras el fallecimiento de su padre se mudó al palacio antiguo, el 12 de noviembre de 1620 mientras jugaba con su hermano mayor, el príncipe Ibrahim, se cayó y se golpeó la cabeza contra la pared, falleciendo a causa del golpe.

## Muerte
Ahmed, quién de pequeño parecía ser un niño enfermizo (su madre Handan lo era), enfermaba constantemente e incluso contrajo viruela durante los primeros meses de su reinado. Ahmed nunca fue un modelo de salud, estaba enfermo a menudo y su sistema digestivo era particularmente sensible. En sus últimos años tuvo severos problemas estomacales con dolores constantes. Se desconoce la enfermedad exacta, pero el sultán Ahmed murió a la edad de 27 años como consecuencia de una hemorragia gastrointestinal y de Tifus.

## Legado
Hoy en día Ahmed es principalmente recordado por la construcción de la Mezquita del sultán Ahmed (Sultanahmet cami, también conocida como la Mezquita Azul), una de las obras maestras de la arquitectura islámica. El área de Estambul alrededor de la Mezquita es llamada actualmente Sultanahmet. Está sepultado en una türbe o mausoleo exactamente en el exterior de las paredes de dicha mezquita famosa.